# 焦维纳佐
焦维纳佐（義大利語：Giovinazzo），是意大利巴里省的一个市镇。总面积43平方公里，人口20643人，人口密度480.1人/平方公里（2009年）。ISTAT代码为072022。